# Львівський регіональний інститут державного управління
Львівський регіональний інститут державного управління Національної академії державного управління при Президентові України (ЛРІДУ НАДУ при ПУ) — єдиний заклад вищої освіти в західному регіоні України, основна діяльність якого спрямована на підготовку високопрофесійних керівників державних установ і компетентних державних службовців, що є однією з передумов створення ефективної системи державного управління в Україні.

## Історія
Інститут було засновано у вересні 1995 року Указом Президента України як філію Національної академії державного управління при Президентові України. У 2001 році отримано статус регіонального інституту.
Інститут тісно співпрацює з місцевими державними адміністраціями та органами місцевого самоврядування восьми західних областей України, які є основними замовниками нашого Інституту. Така співпраця дає нам можливість краще вивчити потреби владних інституцій регіону, а державним і муніципальним установам — дізнатись про рівень підготовки і можливості слухачів Інституту.
Інститут у своїй діяльності зорієнтований на постійне вдосконалення та найвищі стандарти якості надання освітніх послуг. Випускники Інституту володіють сучасними управлінськими знаннями, навичками та вміннями і можуть працювати керівниками в місцевих державних адміністраціях та органах місцевого самоврядування.
Інститут проводить діяльність за трьома напрямками:
- підготовка фахівців для органів державного управління та місцевого самоврядування;
- підвищення кваліфікації та перепідготовка службовців та посадових осіб місцевого самоврядування;
- наукові дослідження в галузі державного управління та місцевого самоврядування і підготовка наукових та науково-педагогічних кадрів.

## Керівництво Інституту
- Директор Інституту — Загорський Володимир Степанович, член-кореспондент Національної академії наук України, доктор економічних наук, професор, заслужений діяч науки і техніки України, академік Академії економічних наук України, голова експертної ради з державного управління державної акредитаційної комісії Міністерства освіти і науки, молоді та спорту України, член Ради Західного наукового центру НАН України і Міністерства освіти і науки, молоді та спорту України.
- Перший заступник директора — Сушинський Олександр Іванович, доктор наук з державного управління, професор.
- Заступник директора з короткотермінового підвищення кваліфікації — Шевчук Богдан Михайлович, кандидат наук з державного управління.
- Заступник директора з наукової роботи — Ліпенцев Андрій Вікторович, кандидат економічних наук, доцент, заслужений працівник освіти України[1], член-кореспондент Академії економічних наук України.
- Заступник директора з економічно-господарської роботи — Великопольський Роман Володимирович.

## Факультети

### Факультет державного управління та місцевого самоврядування
Факультет державного управління та місцевого самоврядування є структурним підрозділом Львівського регіонального інституту державного управління Національної академії державного управління при Президентові України який проводить підготовку висококваліфікованих кадрів в галузі знань «Державне управління» та «специфічні категорії» з присвоєнням кваліфікації «магістр» зі спеціальностей «Державне управління», «Публічне адміністрування» та «Управління проєктами» за денною, заочною та заочно-дистанційною формами навчання.
Для виконання цього завдання факультет об'єднує наступні кафедри, які здійснюють підготовку магістрів державного управління за спеціалізаціями:
- Кафедра державного управління та місцевого самоврядування — спеціалізації «Регіональне управління і місцеве самоврядування», «Управління державними інституціями», «Управління охороною здоров'я»;
- Кафедра політичних наук і філософії — спеціалізації, «Політичні інститути і процеси», «Соціальна і гуманітарна політика»;
- Кафедра кадрової політики та державної служби;
- Кафедра європейської інтеграції та права — спеціалізації «Управління в інституціях Європейського Союзу», «Державне управління в сфері забезпечення національної безпеки»;
- Кафедра публічного адміністрування та іноземних мов — здійснює підготовку магістрів публічного адміністрування;
- Кафедра управління проєктами. Кафедра управління проєктами здійснює підготовку магістрів управління проєктами.

На факультеті створена вчена рада основними завданнями якої є: визначення загальних напрямів наукової діяльності кафедр факультету; рекомендація Вченій раді Інституту щодо обрання на посади викладачів, старших викладачів, доцентів; ухвалення навчальних планів і програм; вирішення питань організації навчального процесу та виховної роботи; покращення навчально-матеріальної бази факультету і проживання слухачів у гуртожитку; ухвалення планів роботи та звітів факультету.
Декан факультету державного управління та місцевого самоврядування — к.і.н., доцент Каляєв А. О.

### Факультет економіки і менеджменту
Факультет економіки і менеджменту — основний організаційний і навчально-науковий структурний підрозділ Львівського регіонального інституту державного управління Національної академії державного управління при Президентові України.
Основним завданням факультету є організація та виховання студентів, що навчаються за спеціальностями 6.030601 «Менеджмент» (бакалавр з менеджменту), 7.050201, 8.050201 «Менеджмент організацій» (менеджер-економіст, магістр з менеджменту державних установ), 6.030505, 7.050109, 8.050109 «Управління персоналом і економіка праці»(бакалавр з економіки і підприємництва; спеціаліст і магістр з управління персоналом і економіки праці), 5.03070101 «Туристичне обслуговування» (молодший спеціаліст — фахівець з туризму) за денною та заочною формами навчання.
Для виконання цього завдання факультет об'єднує 4 кафедри, 2 з яких є випускними:
- Кафедра економічної політики та економіки праці — випускна.
- Кафедра менеджменту організацій — випускна.
- Кафедра математичного моделювання та інформаційних технологій

За період діяльності на факультеті економіки і менеджменту підготовлено 1290 фахівців: 337 зі спеціальності «Менеджмент» (223 денної форми та 114 заочної форми); 202 зі спеціальності «Менеджмент організацій» (106 денної форми та 96 заочної форми); 711 зі спеціальності «Управління персоналом і економіка праці» (334 денної форми та 377 заочної форми) та 40 зі спеціальності «Туристичне обслуговування» (денна форма).
Працює Бурик Зоряна Михайлівна доктор наук з державного управління, член Всеукраїнської асамблеї докторів наук з державного управління України, громадський діяч, голова комісії економічної політики громадської ради при ЛОДА, експерт з економічних питань, державного управління, стратегічного планування розвитку територій, сталого розвитку.
Декан факультету економіки і менеджменту — член-кореспондент НАН України, доцент — Синицький О. С.